# Bjørg Eva Jensenová
Bjørg Eva Jensenová (* 15. února 1960 Larvik) je bývalá norská rychlobruslařka.
V mezinárodních závodech debutovala v roce 1975, o rok později již startovala na Mistrovství světa juniorů (odstoupila v průběhu soutěže) a na seniorském Mistrovství světa ve sprintu (diskvalifikována). V dalších letech si z juniorských šampionátů odvezla celkem čtyři medaile, jednu bronzovou (1977), dvě stříbrné (1978 a 1979) a jednu zlatou (1980). Účastnila se pravidelně i sprinterských mistrovství světa (nejlépe osmé místo) a závodila i na mistrovství světa ve víceboji, kde v letech 1978 a 1979 skončila na čtvrtém místě. Jediné dvě seniorské medaile vybojovala v roce 1980, kdy získala bronz na Mistrovství světa ve víceboji a zlato v závodě na 3000 m na Zimních olympijských hrách. Na olympiádě startovala též na tratích 1500 m (4. místo) a 1000 m (12. místo). V následujících sezónách se na mistrovství světa ve víceboji a na mistrovství Evropy umísťovala těsně pod stupni vítězů, např. v roce 1981 byla v obou soutěžích čtvrtá. Zúčastnila se zimní olympiády 1984, kde bylo jejím nejlepším výsledkem 7. místo v závodě na 3000 m. V roce 1986 poprvé nastoupila do závodů Světového poháru. Po Mistrovství Evropy 1988, kde skončila na 15. místě, ukončila sportovní kariéru.
K rychlobruslení se vrátila v roce 2001, kdy startovala na jednom norském závodě. V letech 2002 a 2005 se zúčastnila norských rychlobruslařských šampionátů a několika místních závodů.